# Дурочка
«Дурочка» (исп. La Dama boba) — комедия испанского драматурга Лопе де Веги, написанная в 1613 году и впервые опубликованная в 1617 году в составе «IX части комедий Лопе де Вега». Сохранилась авторская рукопись, датированная 28 апреля 1613 года. Лопе подарил пьесу актрисе Херониме де Бургос, у мужа которой Педро де Вальдеса была своя труппа; в дальнейшем «Дурочка» много раз ставилась в Мадриде и ряде провинциальных городов, имея большой успех у публики.
Благодаря более глубокой, чем обычно у Лопе, прорисовке характеров «Дурочка» оставалась популярной и в последующие эпохи. Её ставил на сцене в том числе Федерико Гарсиа Лорка, немного сокративший текст (1935).